# Blauwe bes
De blauwe bes (Vaccinium corymbosum), ook wel trosbosbes genoemd, is een plant uit de heidefamilie (Ericaceae). Het is een vruchtdragende struik met een hoogte van 1,5-2,5 m. Het blad verkleurt in de herfst naar vuurrood. In natuurgebieden kan de struik verwilderen en zich gedragen als invasieve exoot.
De blauwe bes wordt vaak ten onrechte aangeduid als bosbes. De bosbes (Vaccinium myrtillus) is echter een andere soort, waarvan het sap van de bessen sterk kleurend is, in tegenstelling tot dat van de blauwe bes.
De blauwe bes bloeit in trossen met een groot verschil in bloei tussen de eerste en laatste bloemen in de tros. De bloem is crèmewit tot roze van kleur. De bloei is in de eerste helft van mei. Door deze vroege bloei kan er nachtvorstschade optreden. Er zijn cultivars die hiertegen bestand zijn. Hoewel de blauwe bes zichzelf bestuift, leidt kruisbestuiving tot meer en grotere vruchten. De blauwe bes wordt bestoven door hommels en de honingbij.
De blauwe bes is oorspronkelijk afkomstig uit het noordoosten van de Verenigde Staten. Daarom wordt hij in de handel ook wel Amerikaanse bosbes genoemd. De mens heeft de blauwe bes veredeld door selectie en kruising. De meeste cultivars komen uit de Verenigde Staten, maar onder andere ook uit Duitsland.

## Gebruik
De vruchten van de blauwe bes zijn vers goed te bewaren, en ook invriezen en drogen gaat goed. De bessen kunnen worden gebruikt als vulling van gebak, worden ingemaakt (als jam, bessensap, siroop) en verwerkt worden tot vruchtenwijn.

## Teelt
In Nederland wordt de blauwe bes vooral in Noord-Limburg, het oosten van Noord-Brabant en in Drenthe geteeld. De blauwe bes wordt geteeld op een luchtige zand- of veengrond met een lage pH (pH = 4 tot 5). Bij een hogere pH groeien de struiken bijna niet, vertonen gebrekverschijnselen en sterven uiteindelijk. De blauwe bes heeft vochthoudende grond nodig.
De plantafstand voor eigen teelt is 0,75-1,5 m. Tijdens het rijpen worden de vruchten met netten tegen vogels beschermd. Voor de beroepsteelt wordt 1 (1,5) × 2 (2,5) m geplant. Zodra de beplanting te dicht wordt, worden er struiken tussenuit gehaald en voor nieuwe aanplant gebruikt. Na zes tot acht jaar heeft een struik zijn maximale omvang gekregen.
De vroegstbloeiende cultivars rijpen eind juni tot eind juli en de zeer laat rijpende cultivars van half augustus tot half september. Voor de verse consumptie wordt met de hand geoogst en is een grote vrucht belangrijk. Bij machinale oogst worden de bessen van de struik getrild.

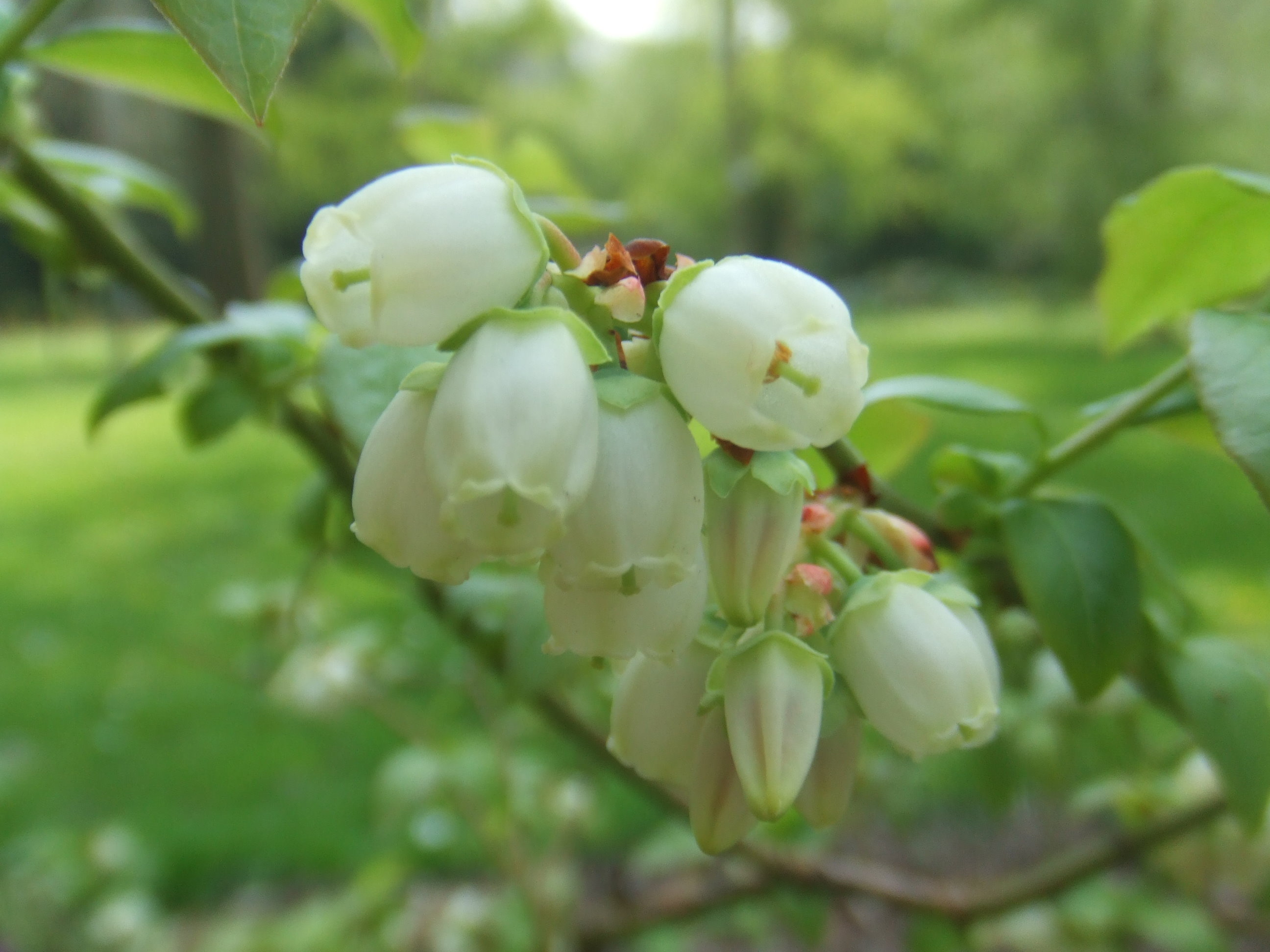
Bloemen

| Jaar | hectare |
| ---- | ------- |
| 1997 | 198     |
| 2000 | 173     |
| 2001 | 164     |
| 2002 | 182     |
| 2003 | 198     |
| 2004 | 214     |
| 2005 | 254     |
| 2006 | 217     |
| 2007 | 269     |
| 2015 | 737     |
| 2016 | 777     |
| 2017 | 832     |
| 2018 | 934     |
| 2019 | 949     |
| 2020 | 920     |

## Vermeerdering
Blauwe bessen kunnen ongeslachtelijk vermeerderd worden door winterstekken/houtstekken, zomerstekken/scheutstekken en door marcotteren. De bessen kunnen uitzaaien, voornamelijk als vogels de bessen eten.

## Cultivars
Er zijn verscheidene cultivars van zeer vroeg tot zeer laat rijpend:
- V. corymbosum 'Bluetta': Zeer vroeg rijpend. Matig grote vruchten. Goede smaak. Tamelijk vatbaar voor taksterfte.
- V. corymbosum 'Duke': Zeer vroeg rijpend. Tamelijk grote vruchten. Goede smaak. Weinig vatbaar voor taksterfte.
- V. corymbosum 'Patriot': Vroeg rijpend. Grote vruchten. Goede smaak. Erg winterhard.
- V. corymbosum 'Spartan': Rijpt vroeg. Zeer grote vruchten met een erg goede smaak. Lijkt weinig vatbaar voor ziekten.
- V. corymbosum 'Berkeley': Rijpt middentijds. Zeer grote vruchten. Goede smaak. Tamelijk vatbaar voor taksterfte en wintervorst.
- V. corymbosum 'Bluecrop': Rijpt middentijds. Grote mooie stevige lichtblauwe vruchten met een goede smaak. Weinig vatbaar voor taksterfte en wintervorst.
- V. corymbosum 'Brigitta Blue': Rijpt middentijds. Relatief korte oogstperiode. Grote zeer goed houdbare bessen met een goede smaak.
- V. corymbosum 'Goldtraube 71': Rijpt middentijds. Matig grote iets donkere vruchten. Goede smaak. Zeer weinig vatbaar voor taksterfte. Ontstaan uit een kruising van V. corymbosum en V. angustifolium
- V. corymbosum 'Dixi': Rijpt laat. Tamelijk grote iets donkere vruchten. Tamelijk goede smaak (aan het begin van de oogst beter dan later). Lijkt matig vatbaar voor taksterfte.
- V. corymbosum 'Elliott': Rijpt zeer laat met een soms lange oogstperiode. Matig grote lichtblauwe vruchten met een goede smaak. Lijkt weinig vatbaar voor taksterfte.
- V. corymbosum 'Darrow': Rijpt middentijds tot laat. Grote vruchten met lichtzure smaak.

## Inhoudsstoffen
De voedingswaarde van 100 gram verse blauwe bessen is:
| Energetische waarde | 230 kJ    |
| Koolhydraten        | 11 gram   |
| Eiwit               | 1 gram    |
| Vet                 | 0,37 gram |
| Vitamine C          | 13 mg     |
| Vitamine B1         | 0,03 mg   |
| Vitamine B2         | 0,06 mg   |
| Calcium             | 6,21 mg   |
| IJzer               | 0,17 mg   |

Een liter bessensap bevat 8-11 g (gemiddeld 9,5 g) zuur, waarvan citroenzuur het belangrijkste is.

## Ziekten en beschadigingen
Taksterfte (Godronia cassandrae f. vaccinii), grauwe schimmel (Botryotinia fuckeliana) en vruchtrot (Colletotrichum gloeosporioides) komen in Nederland bij de teelt van blauwe bes voor. Vooral taksterfte kan een probleem zijn, maar er zijn cultivars die hier weinig gevoelig voor zijn.